# Holcojoppa formosana
Holcojoppa formosana là một loài tò vò trong họ Ichneumonidae.